# 武陵農場

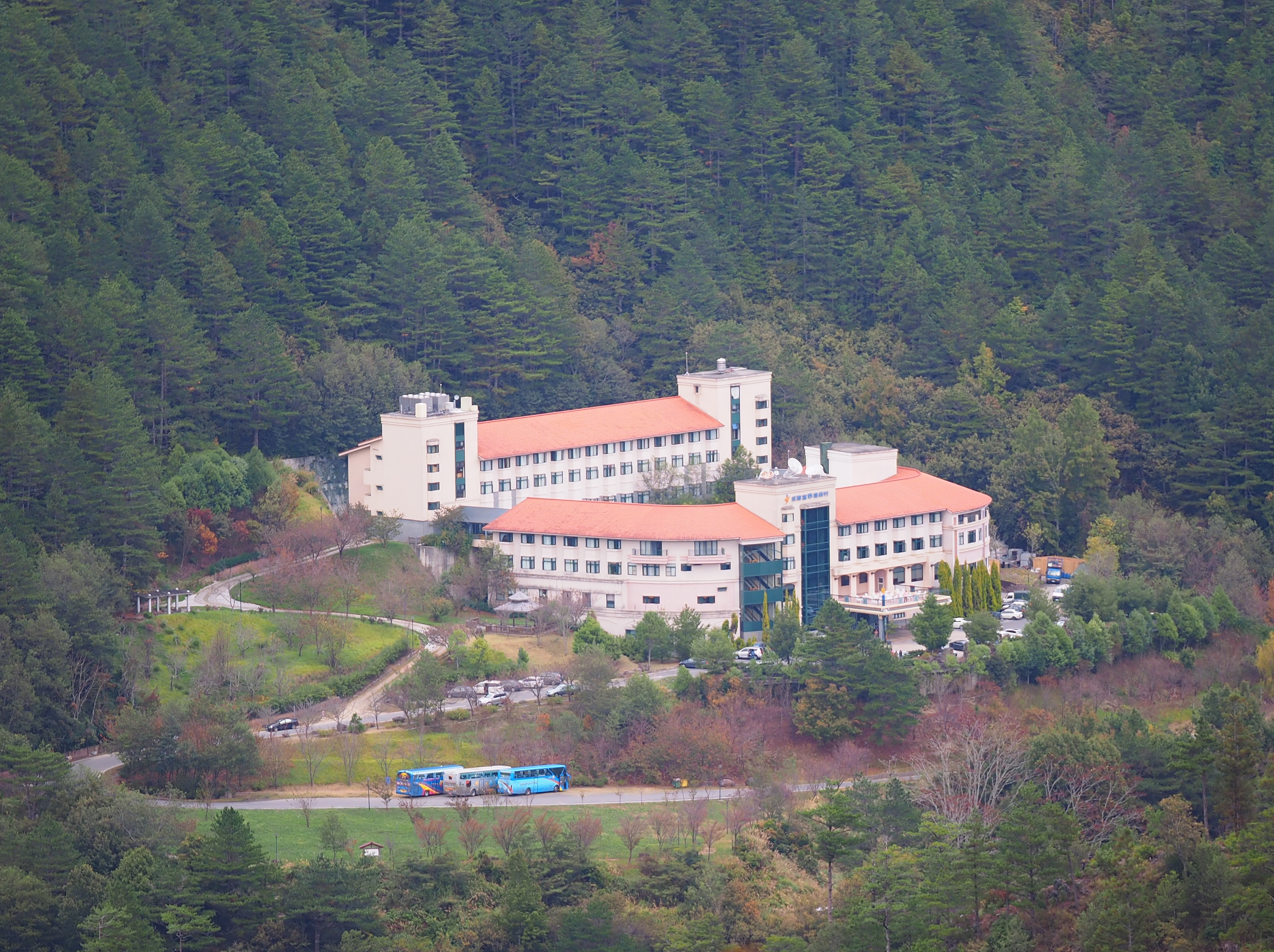
武陵富野渡假村（武陵農場第二賓館）

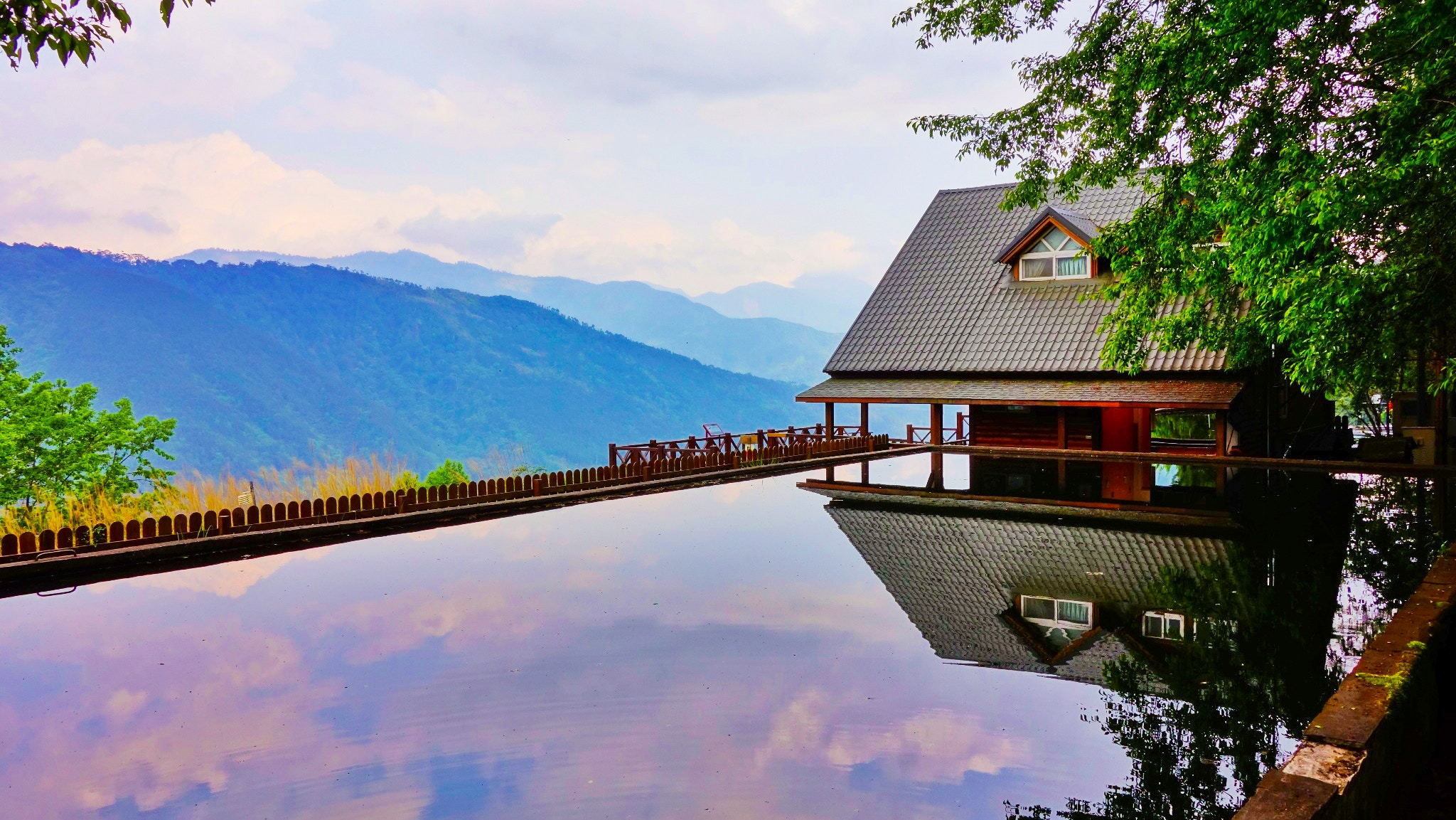
位於武陵農場內的雪山登山口服務站

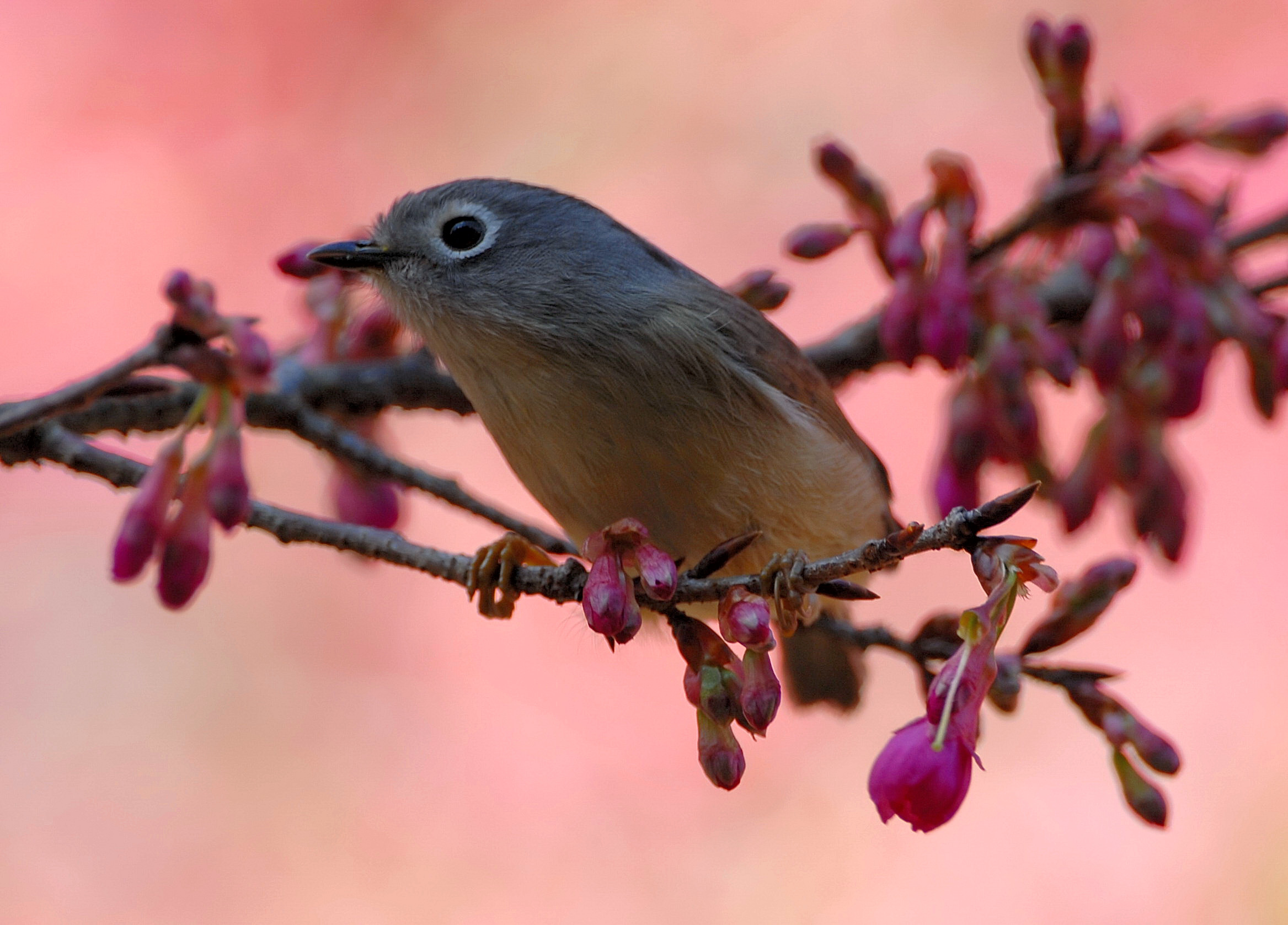
武陵農場的繡眼畫眉

武陵農場位於台灣台中市和平區，為中華民國國軍退除役官兵輔導委員會所經營之公有事業。武陵農場位於七家灣溪流域，海拔1,750公尺至2,200公尺，是親近雪霸國家公園的重要遊憩據點，與清境農場、福壽山農場合稱為台灣三大高山農場。泰雅語原名（音譯給拉萬、七家灣），原意為「甕底」，建設中橫宜蘭支線時，蔣經國來此視察，以其自然環境如世外桃源般美麗，故取名「武陵」。

## 歷史
武陵農場所在的七家灣溪谷地，七家灣遺址的考古發現顯示在四千年前即有史前聚落在此定居。直到戰後仍有七戶泰雅族聚落持續在此開墾。戰後為因應中橫公路宜蘭支線開闢，將原居此地的泰雅聚落換地移置到環山部落，但族人認為他們的土地是被政府搶走的，有族人報導政府補償金被貪官汙吏拿走，族人並沒有拿到補償金:40-41。退輔會根據程兆熊教授的中部山地園藝資源調查報告，於1959年春天在此成立「台灣榮民農墾服務所隸轄之武陵墾區」。1963年5月10日，「武陵榮民農場」之建置正式成立。1969年11月1日，更名為「武陵農場」。1998年7月，宜蘭農場併入武陵農場，改為「武陵農場宜蘭分場」（位於宜蘭縣三星鄉）。
武陵農場成立之初以輔導、安置榮民從事農業生產及發展觀光旅遊之服務事業，提供榮民就業安置之工作機會為主，建場以來利用高冷地特有之天然氣候和地理條件，栽培落葉果樹及夏季高冷蔬菜。自1981年，為配合政府的國土復育及生態旅遊政策，武陵農場由農墾轉向休閒農業發展，自1999年開始發展生態旅遊觀光，尤以賞櫻著名。

## 自然生態
武陵農場為雪山山脈所圍繞而成的狹長形山谷，大甲溪上游及七家灣溪穿流其中，場區位於深山，水流充沛。櫻花鉤吻鮭及七家灣遺址是武陵最具稀有性與獨特性的生態旅遊資源。武陵四秀及雪山群峰，更是台灣山岳界膾炙人口的聖山。桃山瀑布又名煙聲瀑布。設有櫻花鉤吻鮭生態中心。

## 歷任場長
| 任別 | 姓名   | 就職時間         |
| ---- | ------ | ---------------- |
| 1    | 林德錡 | 民國52年5月      |
| 2    | 王韻初 | 民國53年7月      |
| 3    | 王理之 | 民國54年4月      |
| 4    | 謝有禮 | 民國56年7月      |
| 5    | 蕭仲光 | 民國58年7月      |
| 6    | 羅春魁 | 民國70年7月      |
| 7    | 張民善 | 民國75年9月      |
| 8    | 黃明福 | 民國82年7月      |
| 9    | 曹三元 | 民國90年1月      |
| 10   | 鄭仰生 | 民國96年9月      |
| 11   | 劉偉琪 | 民國97年7月      |
| 12   | 吳志揚 | 民國103年7月1日  |
| 13   | 袁圖強 | 民國106年7月21日 |
| 14   | 方正   | 民國110年2月9日  |
| 15   | 鄭源敏 | 民國111年1月27日 |
| 16   | 羅籝洋 | 民國112年8月7日  |

## 外部連結
- 武陵農場官方網站 （页面存档备份，存于）（繁體中文）（英文）（日語）（泰文）（越南文）（马来文）（印尼文）
- 武陵農場Wuling Farm的Facebook專頁
- 武陵農場－臺中觀光旅遊網 （页面存档备份，存于）
- 武陵農場 - 參山國家風景區管理處 （页面存档备份，存于）